# 平和のための風刺漫画

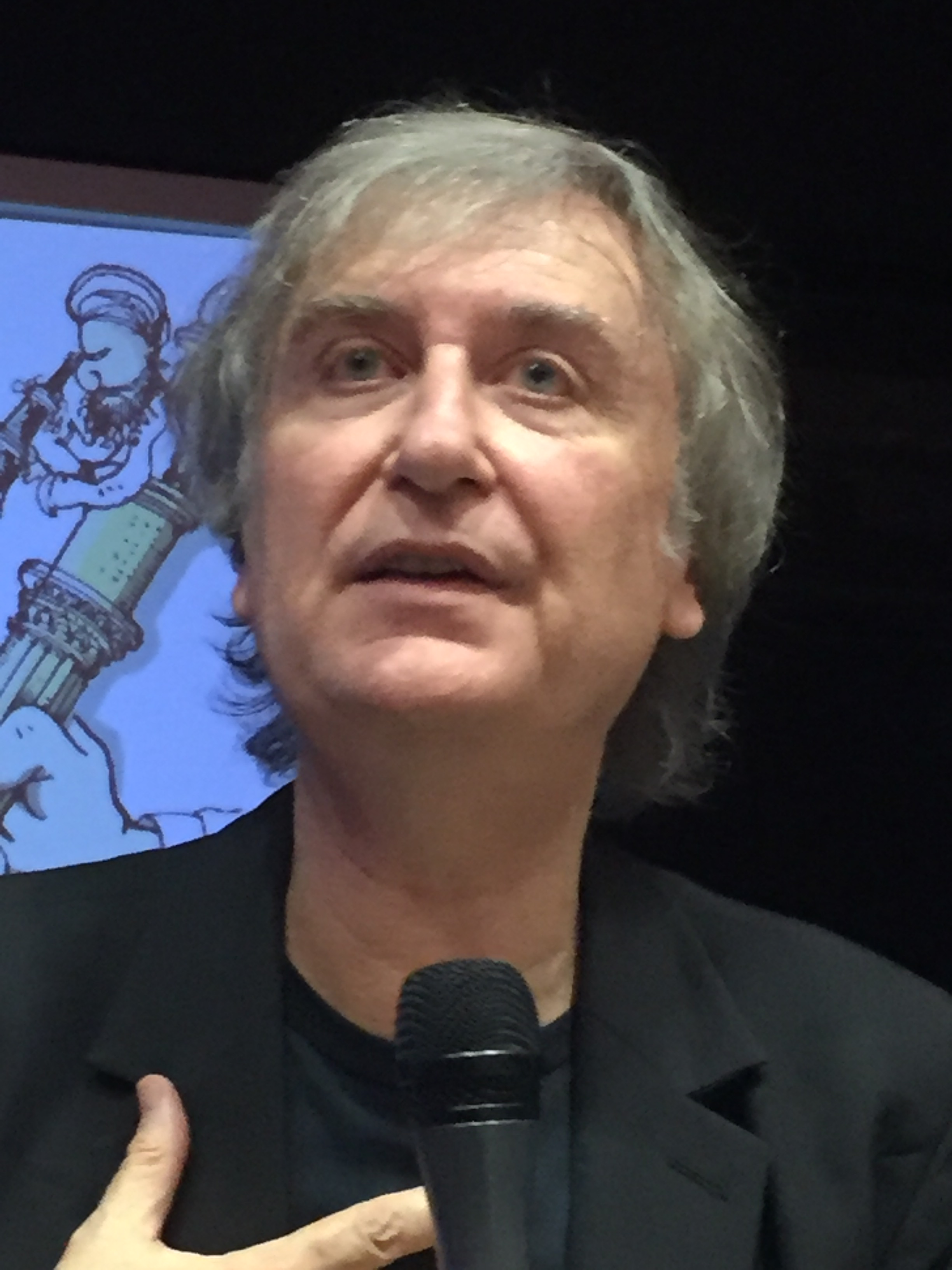
プランチュ - 教育活動の一環としてバスティア (コルシカ島) のジョカンティ高校で講演 (2015)

平和のための風刺漫画 (へいわのためのふうしまんが; 英: Cartooning for Peace; 仏: Dessins pour la paix) は、「ユーモアによって」異なる信仰・文化に生きる人々の相互理解・尊重を促進し、報道の自由・表現の自由のために闘う世界60か国以上の風刺漫画家180人以上の国際ネットワークであり、2006年に風刺画家のプランチュ (本名: ジャン・プランチュルー) とコフィー・アナン国際連合事務総長 (1997 - 2006) によって設立された。日本からは山井教雄が参加している。

## 設立の経緯
2005年9月30日、デンマークの保守系紙『ユランズ・ポステン』がイスラム教の預言者ムハンマドの風刺画12枚を掲載したことに対してイスラム諸国で反発が広がった。これに対し、フランス、ドイツ、イタリアなど欧米の新聞社は『ユランズ・ポステン』との連帯を表明するためとして、相次いで風刺画を転載した。対立はさらに深まり、翌2006年2月には大使館への放火や抗議デモで多くの死者がでるなど深刻な事態となった（ムハンマド風刺漫画掲載問題）。また、これに対する報復として、イランの日刊紙『ハムシャフリー』がホロコースト風刺画コンテストを開催するなど文化・宗教の違いを浮き彫りにし、表現の自由が問われる事件が相次いだ。こうした事態と受けて、2006年10月16日、『ル・モンド』紙の風刺画家プランチュとノーベル平和賞を受賞したコフィー・アナン国際連合事務総長は世界各国から文化も宗教も異なる風刺漫画家12人（米国、日本、メキシコ、デンマーク、イスラエル、パレスチナ、ケニヤ）を集めて、ニューヨークの国連本部で「不寛容を捨てて、平和のために描こう」と題するシンポジウムを開催。この結果、異なる信仰・文化に生きる人々の相互理解・尊重を促進し、報道の自由・表現の自由を守るために「平和のための風刺漫画」を立ち上げることになった。
2008年5月26日、パリ9区に平和のための風刺漫画協会が設立され、2009年6月17日にはスイス外務省と国際連合ジュネーブ事務局の支援を得てスイス法に基づく平和のための風刺漫画財団が設立された。同財団はジュネーブ市の協賛を得て、2012年以降隔年で、世界報道自由デーの5月3日に「国際風刺漫画賞」を開催している。

## 原則

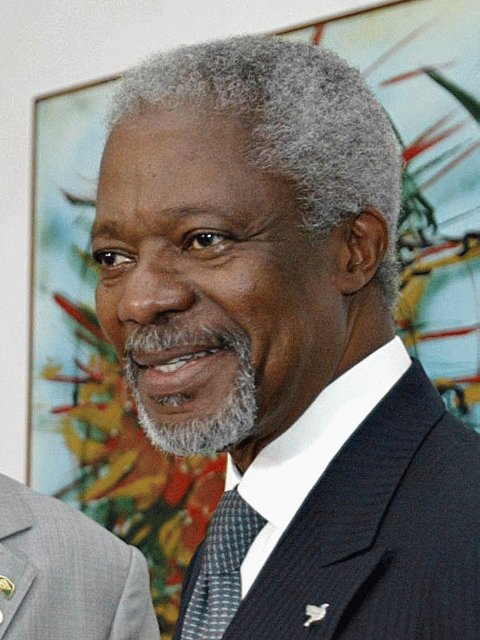
コフィー・アナン国連事務総長 (2003)

平和のための風刺漫画は、基本的人権と民主主義を促進し、とりわけ、世界人権宣言第19条に定める表現の自由の行使を重視する。
すべて人は、意見及び表現の自由に対する権利を有する。この権利は、干渉を受けることなく自己の意見をもつ自由並びにあらゆる手段により、また、国境を越えると否とにかかわりなく、情報及び思想を求め、受け、及び伝える自由を含む。

## 理念
平和のための風刺漫画の理念は以下のように定義されている。
- 平和のための風刺漫画は、文化・意見の多様性を重視する。展覧会、出版物および集会において、1つのテーマについて風刺漫画家の多様な観点を反映するよう配慮する。
- 平和のための風刺漫画は、偏見およびコンフォーミズムと闘う。過激派に対しては、その行き過ぎを告発し、その誤った確信を嘲笑し、その排斥主義に反対し、その偽りを暴くことに努める。
- 平和のための風刺漫画は、不敬の念をもって敬う。我々は信条・意見を侮辱しない。我々はユーモアによって禁止をかいくぐる。
- 平和のための風刺漫画は、インターネットで公表した風刺漫画が本来の文脈から切り離され、ほんの数秒で世界中に拡散する危険性があること理解し、風刺漫画が紛争の悪化につながることのないよう細心の注意を払う。
- 平和のための風刺漫画は、風刺漫画家はしばしば社会の微妙な動きをいち早く捉えて鋭く表現するという信念から、社会がまだ気づいていないようなことについて論争の契機となることに努める。

## 行動計画
平和のための風刺漫画の行動計画は以下のように定められている。
- 平和のための風刺漫画は、風刺漫画家同士の意見交換の場を設け、考え方の微妙な違いに気づかせる。風刺漫画家のネットワークにより、（漫画家の）職業の自由な行使が妨げられている者または職業の自由が脅かされている者について、その状況を理解し、支援する。
- 平和のための風刺漫画は、風刺漫画のもつ教育的価値を活かして不寛容を告発する。また、若者に発言の場を与え、社会の重要な問題について意識啓発をする。
- 平和のための風刺漫画は、風刺漫画家と読者との接点を増やし、より多くの人々との出会いの場を作り、社会に対する批判的・皮肉な見方を紹介するためにテーマ別の展覧会を開催する。また、風刺漫画を紙版および電子版で提供する。
- 平和のための風刺漫画は、表現の自由を行使するためのツールであり、不寛容およびあらゆる種類の教条主義に異議を唱える人々のためのフォーラム、出会いの場である。

## 沿革・活動
(公式ウェブサイト「紹介」ページ参照)
1991 – 1992年：風刺画家のプランチュがこのような平和問題に取り組むことになった背景には一つの象徴的な出来事がある。1991年、チュニスで開催された個展でパレスチナ解放運動の指導者ヤセル・アラファトに会い、一枚の画を見せ、ペンを渡した。画にはイスラエルの国旗が描かれていた。アラファトはこの挑戦に応じ、国旗の上にダビデの星（六芒星）を描いた。翌1992年、今度はエルサレムで開催された風刺画家の集まりに参加し、当時イスラエルの外相だったシモン・ペレスに会う機会を得、イスラエルの国旗の上にアラファトがダビデの星を描いた絵を見せ、ペンを渡した。ペレスもこれに応じ、画に署名をした。一枚の画がアラファトとペレスをつなぐことになったこの出来事は「風刺漫画による外交」、「一本のペンによる外交」と呼ばれ、フランス大使館のサイトでも紹介されている。
2005年：ムハンマド風刺漫画掲載問題（上記参照）。
2006年：10月16日、プランチュとコフィー・アナンがニューヨーク国連本部でシンポジウムを開催。アナン国連事務総長は、「風刺漫画は我々を笑わせてくれる。風刺漫画がなかったら、我々の人生は辛く悲しいものになってしまうだろう。しかし同時にまた、風刺は深刻な事態につながるおそれがある。情報を与えてくれるだけでなく、感情を害する原因にもなるからである」と語った。この結果、「平和のための風刺漫画」を設立（会長: プランチュ; 名誉会長: コフィー・アナン, 副会長: パトリック・シャパット, マリー・ウゼ）。当初は『ル・モンド』本社のあるパリ5区の建物内に事務所を構え、後に9区に移転。
2007年：ジュネーブのパレ・デ・ナシオン（国際連合ジュネーブ事務局）で展覧会を開催。次いで、パリの仏文化省、ローマおよびアメリカ合衆国ジョージア州アトランタでも開催。
2008年：イスラエルおよびパレスチナ（エルサレム、ラマッラー、ベツレヘム）で風刺漫画家の集会を開き、展覧会を開催。両国の風刺漫画家との対話の場となる。
2010年：フランス国民教育共済組合連合 (MGEN) の協賛を得て、カーン記念館（Mémorial de Caen）で第1回常設展を開催。展示作品をエコール・デ・ボザール編集『平和を与えてくれ (Foutez-nous la paix !)』として出版。「平和を与えてくれ」は団体名にかけた書名だが、"Foutez-nous la paix" は通常「うるさい、ほっといてくれ」の意味であり、表紙には「独裁者、人種差別者、汚染者、性差別者、戦争屋・・・我々（プランチュと77人の風刺漫画家）をほっといてくれ」と、風刺を込めて表現の自由を訴えるメッセージが書かれている。
同年には南米の風刺漫画家との出会いの場として、ボゴタ（コロンビア）でも展覧会が開催された。
2011年：スイス平和のための風刺漫画財団がレマン湖畔で展覧会を開催。「国際風刺漫画賞」を設立。
2012年：エロー県議会とモンペリエ記者クラブの協賛により、モンペリエで国際風刺漫画フェスティバルを開催。12月、『ル・モンド』紙で「君の絵を描いてあげる」と題する風刺画コラムの連載を開始。
2013年：風刺漫画と表現の自由に関する展覧会・教育プログラム「平和のための風刺漫画」を開催。
2014年：ラデュ・ミヘイレアニュとステファニー・ヴァロアトが、世界各国で報道の自由・表現の自由のための闘う平和のための風刺漫画の風刺漫画家12人の活動を取材したドキュメンタリー映画『風刺漫画家 ― 民主主義の歩兵 (Caricaturistes : fantassins de la démocratie)』を制作。この映画は第67回カンヌ国際映画祭（2014年）で上映された後、パリのレピュブリック広場で野外試写会が行われた。さらに、2015年1月7日のシャルリー・エブド襲撃事件の後にも、フランス3が番組を変更し、殺害された風刺画家への追悼としてこの映画を放映した。
第2回展覧会・教育プログラム「1914-2014年の戦争の絵を描いて」を開催。
2015年：シャルリー・エブド襲撃事件。風刺画家シャルブ（編集長）、カビュ、ティニウス、フィリップ・オノレ、ジョルジュ・ウォランスキを含む12人がイスラム過激派に殺害された。ティニウスとジョルジュ・ウォランスキは平和のための風刺漫画協会の会員であった。平和のための風刺漫画は9月21日に風刺漫画と表現の自由に関する大規模な国際シンポジウム「すべての国における風刺漫画」を開催。翌2016年には創立10周年を記念して同名の風刺漫画集がガリマール社から出版された。また、12月15日・16日には、欧州連合の支援を得て、各加盟国から28人の風刺漫画家がブリュッセルに集まり、「人権のための風刺漫画」と題する展覧会・討論会を開催した。
12月から第3回展覧会・教育プログラム「地中海の絵を描いて」を開催。
2016年（創立10周年）：2月から6月までベルギーのモンス記念博物館（旧モンス軍事史博物館）で、欧州アイデンティティの危機について欧州諸国をはじめとする世界27か国の風刺漫画家49人の風刺画を紹介する展覧会「これは欧州ではない！」を開催。
世界報道自由デー（5月3日）の「国際風刺漫画賞」の授賞式に、レマン湖畔で大規模な野外展を開催。ディナール市庁舎との共催で、回顧展「平和のための風刺漫画」を開催。約15のテーマ別に58人の風刺漫画家の作品約200点を展示。
世界人権デー（12月10日）に、モスクワの現代美術センター「ヴィンザヴォド」で「人権のための風刺漫画」展を開催。
2017年：欧州連合の支援により世界9か国（モロッコ、パレスチナ、イスラエル、チュニジア、ブルキナファソ、コートジボワール、ブラジル、メキシコ、カナダ）で、風刺漫画により平和と民主主義の文化を育むことを目的とした教育プログラム「平和と民主主義を描こう」を開始。
ガリマール出版社と提携し、同社から「平和のための風刺漫画」コレクションを出版（以下「出版物」参照）。
3月、コートジボワールのグラン・バッサムで開催された風刺漫画・バンドデシネ国際フェスティバル「ココビュル (Cocobulles)」の一環として、コートジボワールの風刺漫画家協会「インクの染み (Tache d’encre)」との共催で、3日間にわたる展覧会、アトリエ、会議等を開催。コートジボワール全国の風刺漫画家が集まった。
ローマ条約調印60年を記念し、欧州連合の父と欧州が現在直面している課題について「（欧州旗の）星のコードを解読する」と題する巡回展を開催。
11月、モーレンベークの文化・社会団結会館 (MCCS) で展覧会「ハイフン ― 風刺漫画で共に生きる」を開催。若者たちが多数参加した。
2018年：フランコフォニー国際機関の協賛により、復元されたエルミオーヌ号でラ・ロシェル、マルセイユ、ボルドーまで巡航する風刺画展・教育プログラム「みんな移民だ !」を開催。

## 日本からの参加
日本から「平和のための風刺漫画」に参加している山井教雄は、「イスラム教、キリスト教、ユダヤ教の宗教的、政治的、文化的対立」を指摘し、「これらの3宗教は元は同根のセム族一神教。いわば大きなコップ内の対立」であり、「これを、多神教の仏教から、アジアから、外から見る意見も絶対に必要であると思い」、活動に参加していると語っている。

## 出版物
すべてガリマール出版社の「平和のための風刺漫画」コレクション所収。
- Tous migrants ! (みんな移民だ !). 風刺漫画60点. 序文：バンジャマン・ストラ（フランス語版）. 11-05-2017.
- Place aux femmes ! (女性のために場所を空けてください !). 風刺漫画60点. 序文：エリザベット・バダンテール. 11-05-2017.
- DéTrumpez-vous ! (トランプを外せ !). 風刺漫画60点. 序文：エリック・フォトリノ. 11-05-2017 (ドナルド・トランプ米大統領と "Détrompez-vous ! (あなたは間違っている)" をかけた書名).
- Désunion européenne (欧州連合解体). 風刺漫画60点. 序文：ダニエル・コーン＝ベンディット. 11-05-2017.
- Alors, ça marche ? (それでうまく行くの ?). 風刺漫画120点. 序文：レジス・ドゥブレ. 12-10-2017 (表紙画は、ナポレオンの二角帽子を被ったエマニュエル・マクロン大統領)
- Poutine super tsar (スーパーツァーリ、プーチン). 風刺漫画60点. 序文：Éric Chol. 08-03-2018.
- Ça chauffe pour la planète ! (地球が熱くなるぞ / とんでもないことになるぞ !). 風刺漫画60点. 序文：ヤン・アルテュス=ベルトラン（フランス語版）. 08-03-2018.
- Le sexe à la Une (第一面の性器). 風刺漫画60点. 序文：マリーズ・ウォランスキ（フランス語版）. 13-09-2018 (マリーズ・ウォランスキは、シャルリー・エブド襲撃事件で殺害されたジョルジュ・ウォランスキの妻で作家・ジャーナリスト).
- Les inégalités dans la balance (天秤が釣り合わない). 風刺漫画60点. 序文：トマ・ピケティ. 13-09-2018.
- Les Droits de l'Homme, c'est pour quand ? (人権はいつ実現されるの ?). 風刺漫画120点. 序文：クリスチャーヌ・トビラ. 協力：アムネスティ・インターナショナル. 04-10-2018.

## 会員
公式ウェブサイトには各会員の似顔絵が掲載され、略歴が紹介されている。
| 風刺漫画家 (ペンネーム / 本名)                 | 出身国 / 居住国              |
| Adène (Anne Derenne)                           | フランス                     |
| Alaa Satir                                     | スーダン                     |
| Alexia Papadopoulos                            | スイス                       |
| フランチェスコ・トゥーリオ・アルタン           | イタリア                     |
| Ali Hamra                                      | シリア                       |
| Ali Ghamir                                     | モロッコ                     |
| Ana Von Rebeur                                 | アルゼンチン                 |
| Ann Telnaes                                    | 米国                         |
| ANT (Anthony Garner)                           | 英国                         |
| Antonio - アントニオ・モレイラ・アントゥーネス | ポルトガル                   |
| António Jorge Gonçalves                        | ポルトガル                   |
| オレル - オレリアン・フロマン                  | フランス                     |
| Ares                                           | キューバ                     |
| Avi Katz                                       | イスラエル                   |
| Bado                                           | カナダ                       |
| Georges Bahgory                                | エジプト                     |
| Pierre Ballouhey                               | フランス                     |
| Baki                                           | アルジェリア                 |
| Battì                                          | フランス                     |
| マルク・ボーデ                                 | カナダ                       |
| Bénédicte                                      | スイス                       |
| ボニル                                         | エクアドル                   |
| Angel Boligán Corbo                            | メキシコ                     |
| Baha Boukhari                                  | パレスチナ                   |
| Bousiko                                        | ハイチ                       |
| Brandan                                        | 南アフリカ                   |
| Caro (Caroline Rutz)                           | スイス                       |
| Catherine Beaunez                              | フランス                     |
| Cécile Bertrand                                | ベルギー                     |
| パトリック・シャパット                         | スイス                       |
| エマニュエル・ショニュ                         | フランス                     |
| Chimulus (Michel Faizant)                      | フランス                     |
| Chócolo                                        | コロンビア                   |
| Chubasco (Víctor Emmanuel Vélez Becerra)       | メキシコ                     |
| Cintia Bolio                                   | メキシコ                     |
| Cristina Sampaio                               | ポルトガル                   |
| Côté                                           | カナダ                       |
| Darío Castillejos                              | メキシコ                     |
| ジェフ・ダンジガー                             | 米国                         |
| ダリル・ケーグル                               | 米国                         |
| Susan Dewar                                    | カナダ                       |
| アリ・デレム                                   | アルジェリア                 |
| ライザ・ドネリー                               | 米国                         |
| Elchicotriste (Miguel Villalba Sánchez)        | スペイン                     |
| Elena María Ospina                             | コロンビア                   |
| ファロ (クリストフ・ファロー)                  | フランス                     |
| エマド・ハッジャージュ                         | ヨルダン                     |
| Firoozeh Mozaffari                             | イラン                       |
| FadiToOn (Fadi Abou Hassan)                    | ノルウェー/パレスチナ/シリア |
| Fabio Magnasciutti                             | イタリア                     |
| ジョルジョ・フォラッティーニ                   | イタリア                     |
| Falco (Carlos Alejandro Chang Falco)           | キューバ                     |
| Florin Balaban                                 | ルクセンブルク               |
| Firuz Kutal                                    | ノルウェー                   |
| ガド (ゴドフリー・ムワムペムブワ)              | ケニア                       |
| GAL (Gerard Alsteens)                          | ベルギー                     |
| Gatto (Alessandro Gatto)                       | イタリア                     |
| エミリオ・ジャネッリ                           | イタリア                     |
| Vasco Gargalo                                  | ポルトガル                   |
| Gary Waters                                    | 英国                         |
| Damien Glez                                    | ブルキナファソ               |
| アラン・グタール                               | フランス                     |
| Carsten Graabæk                                | デンマーク                   |
| ゲルハルト・ハデレル                           | オーストリア                 |
| Hani Abbas                                     | パレスチナ/シリア            |
| Ed Hall                                        | 米国                         |
| Hassan Karimzadeh                              | イラン                       |
| Hayati Boyacıoğlu                              | トルコ (ドイツ在住)          |
| Heng Kim Song (王锦松)                         | シンガポール                 |
| Hossam Al Saadi                                | シリア                       |
| Ivailo Tsvetkov                                | ブルガリア                   |
| Gérald Herrmann                                | スイス                       |
| イゼル・ロゼンタール                           | トルコ                       |
| Gary Javier                                    | プエルトリコ                 |
| Jiho (Jacques Olivier)                         | フランス                     |
| ジョエル・ペット                               | 米国                         |
| ジュル- ジュリアン・ベルジョー                 | フランス                     |
| ユップ・ベルトラムス                           | オランダ                     |
| Jorge Penné                                    | メキシコ                     |
| Joen Yunus                                     | インドネシア                 |
| Kap - ジャウメ・カプデビラ                     | スペイン                     |
| Kak (Patrick Lamassoure)                       | フランス                     |
| Karry                                          | ペルー                       |
| Khalid Gueddar                                 | モロッコ                     |
| Kash (Kashoun Thembo)                          | コンゴ                       |
| Khalid Gueddar                                 | モロッコ                     |
| Khalil Abu-Arafeh                              | パレスチナ                   |
| ミシェル・キシュカ                             | ベルギー/イスラエル          |
| アンジェイ・クラウゼ                           | ポーランド/英国              |
| ピエール・クロール                             | ベルギー                     |
| Kristian                                       | フランス                     |
| Michael Kountouris                             | ギリシャ                     |
| ル・イック(Hichem Baba Ahmed)                  | アルジェリア                 |
| L’Andalou (Youcef Koudil)                      | アルジェリア                 |
| ドルテ・ランドシュルツ                         | ドイツ                       |
| Lars Refn                                      | デンマーク                   |
| Lectrr (Steven Degryse)                        | ベルギー                     |
| ルフレッド・トゥーロン                         | フランス                     |
| Lon                                            | デンマーク                   |
| ルイゾン (ルイーズ・アンジュレルグ)            | フランス                     |
| ジャン＝ジャック・ルー                         | フランス                     |
| マウロ・ビアーニ                               | イタリア                     |
| Maarten Wolterink                              | オランダ                     |
| レナート・マチャード                           | ブラジル                     |
| Mana Neyestani                                 | イラン                       |
| Marco De Angelis                               | イタリア                     |
| Marec (Marc De Cloedt)                         | ベルギー                     |
| Martirena (Alfredo Martirena Hernandez)        | キューバ                     |
| Matador (Julio César González)                 | コロンビア                   |
| Mauricio Parra                                 | コロンビア                   |
| Miel Prudencio Ma                              | フィリピン/シンガポール      |
| マイク・ラコヴィッチ                           | 米国                         |
| Georges Million                                | フランス                     |
| ミックス・リミックス                           | スイス                       |
| Pedro x. Molina                                | ニカラグア                   |
| Dan Murphy                                     | アイルランド                 |
| ジム・モーリン                                 | 米国                         |
| Mykaïa                                         | フランス                     |
| Nani (Adriana Mosquera Soto)                   | コロンビア/スペイン          |
| Marilena Nardi                                 | イタリア                     |
| Nassim (Nacim Benmammar)                       | アルジェリア                 |
| 山井教雄                                       | 日本                         |
| パット・オリファント                           | 米国                         |
| オサマ・ハッジャージュ                         | ヨルダン                     |
| Pahé (Patrick Essono Nkouna)                   | ガボン                       |
| Paresh Nath                                    | インド                       |
| Payam Borumand                                 | イラン                       |
| Petar Pismestrović                             | オーストリア                 |
| プランチュ                                     | フランス                     |
| Piyale Madra                                   | トルコ                       |
| トマス・プラースマン                           | ドイツ                       |
| Pov (William Rasoanaivo)                       | マダガスカル                 |
| Ramize Erer                                    | トルコ                       |
| Ramzy Taweel                                   | パレスチナ                   |
| ラナン・ルリー                                 | イスラエル/米国              |
| Red !                                          | フランス                     |
| Rapé (Rafael Pineda)                           | メキシコ                     |
| Rayma Suprani                                  | ベネズエラ                   |
| Julien Revenu                                  | フランス                     |
| Riber                                          | スウェーデン                 |
| ロアル・ハーゲン                               | ノルウェー                   |
| Robert Rousso                                  | フランス                     |
| Sabir Nazar                                    | パレスチナ                   |
| Loïc Schvartz                                  | フランス                     |
| Semih Poroy                                    | トルコ                       |
| Shahrokh Heidari                               | イラン                       |
| Shay Charka                                    | イスラエル                   |
| スリム(Menouar Merabtène)                      | アルジェリア                 |
| Sherif Arafa                                   | エジプト                     |
| スタヴロ・ジャブラ                             | レバノン                     |
| Tom Toro                                       | 米国                         |
| Tayo                                           | ナイジェリア                 |
| ティニウス                                     | フランス                     |
| トム・スコット                                 | ニュージーランド             |
| Trayko Popov                                   | ブルガリア                   |
| Tjeerd Royaards                                | オランダ                     |
| Stephff (Stéphane Peray)                       | タイ                         |
| ウリ・フィンク                                 | イスラエル                   |
| ニコラ・ヴァド                                 | ベルギー                     |
| Victor Ndula                                   | ケニア                       |
| Vladdo Florez                                  | コロンビア                   |
| Vladimir Kazanevsky                            | ウクライナ                   |
| Wiaz (Pierre Wiazemsky)                        | フランス                     |
| Kamilla Wichmann                               | デンマーク                   |
| キャシー・ウィルコックス                       | オーストラリア               |
| ヴィレム                                       | フランス                     |
| Willis from Tunis                              | チュニジア                   |
| Willy Zekid                                    | コンゴ                       |
| ジョルジュ・ウォランスキ                       | フランス                     |
| ミリアム・ヴルスター                           | ドイツ                       |
| Lichuan Xia                                    | 中国                         |
| Yazeed Alharthi                                | サウジアラビア               |
| Benjamin Ilunga Yumba                          | コンゴ                       |
| Z                                              | チュニジア                   |
| ザピロ(Jonathan Shapiro)                       | 南アフリカ                   |
| Mikhail Zlatkovsky                             | ロシア                       |
| Zohoré                                         | コートジボワール             |
| ズナール(ズルキフリー・アンワル・ウルハケ)     | マレーシア                   |

## 参考資料
- Cartooning for Peace 公式ウェブサイト (フランス語・英語)
- Dessinateur(s) de presse : métier à haut risque (風刺漫画家 ― リスクの高い仕事) - 歴史専門の月刊誌『歴史 (L'Histoire)』のオンライン版 (フランス語)